# Gliese 436
Gliese 436 és una estrella de tipus nana vermella a 33,1 anys llum de la Terra a la constel·lació del Lleó. Té una magnitud aparent de 10,67, insuficient per veure-la a ull nu, però visible amb telescopis d'aficionat de més de 6 cm d'obertura. L'any 2004 es va verificar l'existència d'un planeta que orbita l'estrella (Gliese 436 b) i el 2012 es va anunciar un segon planeta, anomenat provisionalment UCF-1.01.

## Propietats
Glieses 436 és una estrella de tipus M2.5V i, per tant, una nana roja. Els models estel·lars donen una mida estimada d'aproximadament un 42% del radi del Sol. El mateix models prediu que la temperatura de l'atmosfera més exterior és de 3.318 K, donant-li el color ataronjat d'una estrella de tipus M. Les estrelles d'aquest tipus generen energia a un ritme molt lent, donant només un 2,5% de la lluminositat del Sol.
Gliese 436 és més alguns milers de milions d'anys més vella que el Sol, i l'abundància d'elements pesants (més pesants que l'Heli-4) de només el 48% de la del Sol. La velocitat de rotació és d'1,0 km/s i la cromosfera te poca activitat magnètica. Pertany al grup de les "Estrelles de disc" amb una velocitat en termes de coordenades galàctiques de U=+44, V=−20 i W=+20 km/s.

## Sistema planetari
L'estrella té un sistema planetari, amb almenys un planeta confirmat, Gliese 436 b. El planeta té un període orbital de 2.6 dies terrestres i transita l'estrella vista des de la Terra. Té una massa de 22,2 masses terrestres i te un diàmetre aproximat de 55.000 km, donant una massa i un radi similar als planetes gelats gegants Urà i Neptú. En general les mesures d'espectroscòpia Dopplers no poden donar la massa del planeta, i donen la mesura del producte M sin(i), on M és la massa del planeta i i és la inclinació de la seva òrbita, que acostuma a ser desconeguda. En el cas particular de Glieses 436 b, els transits permeten determinar la inclinació, donant que aquesta és molt propera als 90 graus. Per tant, la massa calculada és la massa real del planeta. Es creu que el planeta està format per gel calent amb un recobriment extern d'hidrogen i heli, d'aquí el nom de "Neptú ardent".
L'orbita del planeta Gliese 436 b està desalineada amb la rotació de l'estrella i presenta una gran excentricitat. Donat que les forces de marea haurien de circularitzar l'òrbita en poc temps (en termes astronòmics), suggereix que l'òrbita està pertorbada per algun altre planeta al sistema.

### Hipotètic segon planeta
Aquest altre planeta —Gliese 436 c— es va anunciar el 2008 per part d'astrònoms espanyols, fruit de l'anàlisi de les dades orbitals de Gliese 436b. Els paràmetres donaven 5,2 dies de període orbital i un semieix major e 0,045 ua. Es pensava que el planeta tenia unes 5 masses terrestres i un radi 1,5 cops el de la Terra. Donada aquesta mida, el planeta hauria de ser rocós, de tipus terrestre.
Anàlisis posteriors van mostrar que el sistema presentat no seria estable i el descobriment va ser retractat durant una conferència a Boston el mateix 2008.
Tot i que va ser retractat aquest candidat, altres estudis van concloure que era plausible l'existència d'un segon planeta al voltant de Gliese 436. Amb l'anàlisi d'un trànsit no registrat fins al moment l'11 de gener de 2005 i observacions d'astrònoms aficionats, s'ha suggerit que hi ha una tendència a incrementar-se la inclinació de l'òrbita de Gliese 436 b, encara que no s'ha pogut confirmar aquesta tendència. Aquest canvi d'inclinació seria compatible amb una pertorbació per part d'un planeta de menys de 12 masses terrestres i un radi orbital d'aproximadament 0,08 ua.

### Dos candidats més
El juliol de 2012, la NASA va anunciar que astrònoms de la Universitat de Florida Central utilitzant el telescopi espacial Spitzer, creuen fermament que han observat un segon planeta. Aquest candidat va rebre la denominació UCF-1.01. Les seves mesures donen un radi d'aproximadament dos terços del de la Terra, assumint una densitat similar a la terrestre de 5,5 g/cm³, una massa estimada de 0,3 cops la de la Terra i una gravetat a la superfície de dos terços de la de la Terra. Orbitaria a 0,0185 ua de l'estrella cada 1,3659 dies.
Els astrònoms creuen que han trobat evidències d'un segon planeta candidat, UCF-1.02, de mida similar, tot i que amb només un trànsit registrat el seu període orbital és encara desconegut.
Si aquests dos planetes es confirmen per altres observacions, rebran les designacions "Gliese 436 c" i "Gliese 436 d"